# Ночной Дозор (роман)
«Ночно́й Дозо́р» — роман российского писателя-фантаста Сергея Лукьяненко, первый из серии произведений, рассказывающих о вымышленном мире Иных. Роман был написан в первой половине 1998 года и впервые опубликован издательством «АСТ» в том же году. Состоит из трёх повестей — «Своя судьба», «Свой среди своих» и «Исключительно для своих», — связанных общими главными героями. Вместе с романами «Дневной Дозор», «Сумеречный Дозор», «Последний Дозор», «Новый Дозор», «Шестой Дозор», а также несколькими рассказами писателя и рядом произведений других авторов входит в цикл «Дозоры».
Действие романа происходит в современной, на момент написания, Москве. Помимо привычного мира людей существует мир Иных, к которым относятся маги, волшебники, оборотни, вампиры, ведьмы, ведьмаки и прочие произошедшие от людей, но не относящие себя к ним существа. Иные делятся на Светлых и Тёмных. Добро больше не вступает в активное противоборство со Злом, а находится с ним в динамическом равновесии. Для соблюдения баланса Света и Тьмы любое светлое магическое воздействие должно уравновешиваться тёмным. За соблюдением этого порядка следят специально созданные организации Иных — Дозоры. Интересы Светлых представляет Ночной Дозор, интересы Тёмных — Дневной Дозор.
В первой части романа вампиры незаконно охотятся на людей, в частности, на потенциального Иного мальчика Егора. Одновременно с этим над головой девушки по имени Светлана зависает чёрная воронка проклятия, грозящая уничтожить столицу. Бывший аналитик Ночного Дозора светлый Иной Антон Городецкий оказывается вовлечён в обе истории, оказавшиеся хитрой многоходовкой руководителей Дозоров. Во второй части в Москве начинают убивать Тёмных, и Городецкий является главным подозреваемым. Скрываясь от Дневного Дозора, он находит истинного виновника и узнаёт, что Светлые тоже занимаются интригами. В третьей части романа Ночному Дозору позволено с помощью особого мела исправить Книгу Судеб. И здесь не обходится без противоборства Дозоров и многоплановых операций.
В 1999 году роман был отмечен премиями «Странник» и «Звёздный мост». На основе первой части произведения в 2004 году режиссёром Тимуром Бекмамбетовым был снят фильм «Ночной Дозор». В том же году сценарий этого фильма, написанный Сергеем Лукьяненко, был отмечен премией Европейского общества научной фантастики. По мотивам второй и третьей части романа был снят фильм «Дневной дозор».

## Вселенная романа
Мы — Иные,

Мы служим разным силам,

Но в сумраке нет разницы между отсутствием тьмы и отсутствием света.

Наша борьба способна уничтожить мир.

Мы заключаем Великий Договор о перемирии.

Каждая сторона будет жить по своим законам,

Каждая сторона будет иметь свои права.

Мы ограничиваем свои права и свои законы.

Мы — Иные.

Мы создаём Ночной Дозор,

Чтобы силы Света следили за силами Тьмы.

Мы — Иные.

Мы создаём Дневной Дозор,

Чтобы силы Тьмы следили за силами Света.

Время решит за нас.
Создание мира Дозоров начиналось, как и создание многих других миров в произведениях писателя, с главного героя, его ситуации и сюжета романа. После чего в ходе работы над придуманной ситуацией на второй-третьей странице постепенно возникла концепция нового мира, где магия существует в реальном мире, но непосвящённым она недоступна.

### Сумрак
Помимо нашей реальности, существует Сумрак — параллельный мир, доступный только Иным. Чтобы попасть в Сумрак, нужно найти свою тень, поднять и шагнуть в неё. В Сумраке всё выглядит несколько блёклым и приглушённым, а у людей и Иных становятся видны ауры, отражающие настроение, характер, сущность. Также многие Иные в Сумраке имеют характерный своему типу внешний облик: оборотни — звери, вампиры — мертвецы, Тёмные — демоны. Проклятье представляет собой чёрную воронку, преследующую человека и портящую ему жизнь. В Сумраке не возникает языковых проблем, так как все друг друга понимают, а за текстами статей можно разглядеть мысли автора. Сумрак предоставляет Иным явное преимущество практически безнаказанно делать что угодно из-за своей недоступности для людей. Кроме того, в Сумраке время течет медленнее, из-за чего Иные могут быстрее двигаться и обладать нечеловеческой реакцией. Стычки между ними, как правило, происходят именно в Сумраке.
Считается, что сумрак является «эмоциональной проекцией реального мира». Эмоциональная энергия всего мыслящего на Земле накапливается в Сумраке и даёт Иным магические силы. Одновременно, Сумрак поглощает силы вошедшего и может быть опасным для мага, если тот не рассчитал своих возможностей. Из оставшегося без сил Иного Сумрак высасывает жизнь, оставляя только призрачную оболочку — происходит развоплощение. Сумрак состоит из нескольких слоёв. Чем глубже слой, тем сложнее шагнуть в собственную тень на предыдущем, поэтому лишь немногие могут свободно использовать слои, начиная со второго. Первый слой отдалённо напоминает окружающий мир, в то время, как остальные всё сильнее и сильнее отличаются от него. Некоторые животные чувствительны к Сумраку. Так, например, кошки свободно себя чувствуют в Сумраке, одновременно обитая на всех его слоях, а собаки способны почувствовать некоторых обитателей Сумрака. Для Сумрака характерно безвредное растение-паразит — синий мох, который может обитать только на первом слое, питаясь силой Иных и негативными эмоциями.

### Иные
Иные рождаются среди обычных людей, но отличаются от них способностью входить в Сумрак. С развитием магического общества и знаний о Сумраке Иные стали специально заниматься поиском потенциальных Иных, чтобы помочь тем первый раз войти в Сумрак и обучить их пользоваться своими способностями. Силы Иных не равны, существует семь различных уровней: от слабого седьмого до сильного первого. В эту шкалу не попадают «волшебники вне категорий», которые сильнее всех остальных. В зависимости от уровня и опыта Иной занимает определённое место во внутренней иерархии.
Все Иные в зависимости от эмоционального состояния в момент первого входа в Сумрак оказываются либо на стороне Света, либо на стороне Тьмы. Сменить сторону рядовому Иному практически невозможно. Основная разница проявляется в отношении к людям. Светлые не пользуются способностями для личной выгоды. При этом разница между Светом и Тьмой «исчезающе мала», это не классические чистые Добро и Зло. Тёмные могут исцелять и помогать, а Светлые могут отказать в помощи. Вампиры и оборотни считаются низшими Иными, так как ими может стать любой человек в результате. Они также сильнее и быстрее обычных людей, дольше живут и имеют иммунитет к болезням, но слабо контролируют свою сущность, из-за чего обязательно должны регистрироваться в Дозорах по месту пребывания. Метка регистрации представляет собой сгусток энергии на груди Иного и помогает остановить его в случае необходимости.
Светлые и Тёмные Иные питаются только определённым типом человеческих эмоций, поэтому напрямую заинтересованы в торжестве соответствующих взглядов на жизнь. Борьба Тёмных и Светлых за человечество продолжалась тысячи лет, пока не был заключён Договор. С момента его подписания противостояние Иных происходит по оговорённым правилам, за соблюдением которых следят специально созданные организации — Ночной и Дневной Дозоры.

### Дозоры
Противостояние Дозоров друг другу идеологически представляет собой борьбу за «всеобщее счастье», согласно взглядам на это счастье лидеров Дозоров, и контроль за тем, чтобы противоположная сторона не преуспела в распространении идеологии или использовании свободы во вред людям. Со временем Дозоры появились во всех крупных населённых пунктах по всему миру. В России крупнейшими и сильнейшими стали московские Дозоры.
Ночной Дозор Москвы в общей сложности насчитывает около двухсот Иных, хотя реальную силу составляют несколько десятков магов высших уровней. Маги, волшебницы и перевёртыши (светлые аналоги оборотней) разных уровней работают в оперативном и аналитическом отделах. Также в штаб-квартире Ночного Дозора, замаскированной под обычный офис в четырёхэтажном здании на Соколе, проводятся специальные образовательные курсы для новичков. Ночной Дозор Москвы возглавляет маг вне категорий Гесер, принимавший участие ещё в заключении Великого Договора.
Дневной Дозор Москвы более многочисленный, но одновременно и разобщённый, во многом сдерживаемый личным авторитетом возглавляющего его мага вне категорий Завулона. Штаб-квартира Тёмных расположена на Тверской, недалеко от Кремля, и представляет собой три этажа дома, видимых только в Сумраке. Среди сотрудников — маги, ведьмы, вампиры и оборотни.

## Сюжет
«Данный текст одобрен к распространению как способствующий делу Света.
Ночной Дозор.
Данный текст одобрен к распространению как способствующий делу Тьмы.
Дневной Дозор»

### История первая. Своя судьба
Мальчик Егор, следуя вампирскому Зову, заходит в тёмную подворотню, где его встречают два вампира, парень и девушка. Аналитик Ночного Дозора Антон Городецкий, привлечённый к оперативной работе, пятую ночь выслеживает этих вампиров, без лицензии устроивших охоту на людей. Попутно он сталкивается в метро с девушкой, над которой висит крупная воронка с проклятием, которую ему не удаётся сбить. Городецкий успевает спасти мальчика, убивает вампира, но девушке-вампирше удаётся сбежать. Сосед и друг Антона, вампир Костя Саушкин, осуждает его за убийство. Гесер, глава Ночного Дозора Москвы, рассказывает, что воронка с проклятием чрезвычайно опасна для всего города. Её ликвидация объявляется первоочередной задачей. Антону назначен партнёр — сова Ольга, вместе с которой он отправлен на поиски девушки. Совершив незначительное вмешательство в сознание человека, Городецкий, чтобы избежать наказания, соглашается на сделку с патрульной ведьмой Дневного Дозора Алисой Донниковой, которая получает право на эквивалентное вмешательство. После этой ошибки молчавшая до сих пор сова заговорила, осудив Антона и объяснив ему, что она — Иная, а её облик — это наказание за похожую сделку.
Девушку находят в Перово, и шеф отправляет Антона с Ольгой на поиски мальчика, на которого вероятнее всего повторно нападёт сбежавшая вампирша. Найдя его, они проникают в квартиру Егора, но мальчик их замечает, и Антону приходится рассказывать про Свет и Тьму, Договор между Иными и Дозоры, призванные следить за его соблюдением. После этого Городецкого вызывают в Перово. Девушку зовут Светлана, она — врач. Все попытки найти источник проклятия оказались безуспешны, воронка выросла в несколько раз. Судьба Антона связана с судьбой Светланы, поэтому у него есть шанс спасти ситуацию. Городецкий отправляется к девушке и сочувствием выводит её на откровенный разговор. В это время вампирша схватила Егора и требует Антона на переговоры. На крыше дома вампирша забилась в угол, прикрываясь мальчиком. Её окружают несколько оперативников Ночного Дозора, появляется шеф Дневного Дозора, Завулон, в сопровождении Алисы. Происходит стычка между Иными. В этот момент Антон понимает, что вся история с вампирами — всего лишь ширма, призванная отвлечь внимание от многоходовки Дневного Дозора по привлечению на свою сторону потенциальной великой волшебницы Светланы. Завулон грозится убить всех, кто это узнал. Но под видом одного из оперативников на крыше был Гесер, и Завулон отступает. Алиса использует своё право на вмешательство, подталкивая Городецкого рассказать, что это также была и операция шефа Ночного Дозора, который готов был поставить всё ради победы. Гесер подтверждает. Антон отправляется к Светлане, чтобы рассказать правду.

### История вторая. Свой среди своих

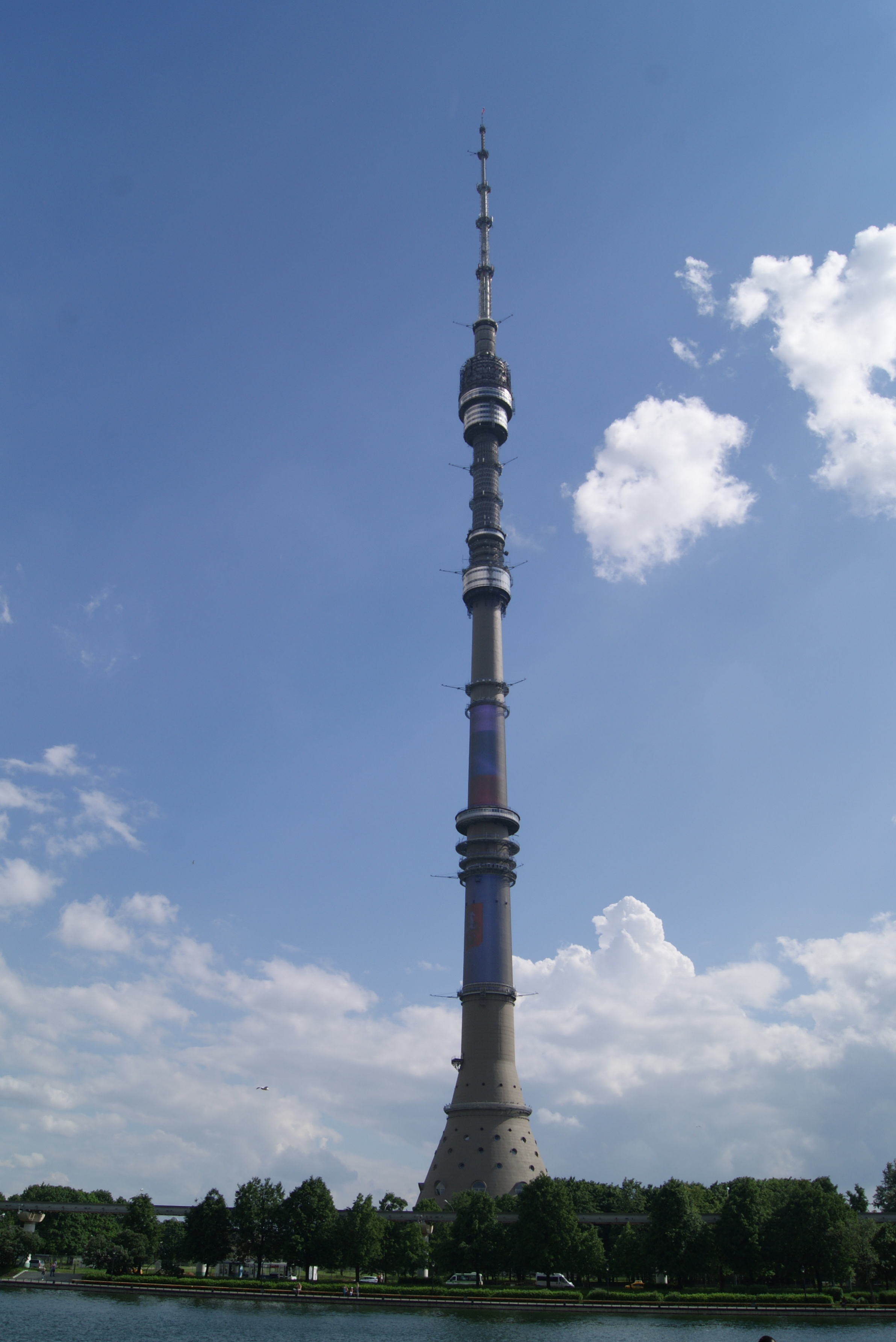
Останкинская телебашня

В Москве была убита Галина Рогова, тёмная Иная-оборотень. Дневной Дозор подал официальный протест Ночному. На совещании Гесер приказывает всем искать «дикого» неинициированного светлого Иного, так как это уже не первое убийство. Городецкому и Ольге поручено проверить алиби возможных подозреваемых: самого Антона, Ильи, Семёна и Гесера. Алиби не оказывается только у Антона. Чтобы обезопасить его от возможной провокации, шеф меняет Антона и Ольгу телами. Теперь Городецкий должен постоянно иметь свидетелей для обеспечения алиби на случай возможного очередного убийства. Вместе со Светланой он в теле Ольги оказывается в ресторане, где и происходит очередное убийство. Антона застали одного над трупом Тёмного. Сотрудники Дневного Дозора призывают Завулона, от которого не спасает маскировка Антона. В это время Светлана сразу поднимается до пятого уровня силы. Городецкий убегает из ресторана, возвращает себе тело и вынужден пуститься в бега.
В Сумраке призрак указывает ему на Останкинскую башню. При выходе из метро Антон вынужденно убивает опознавшего его Тёмного и узнаёт про организованную облаву. В самой башне также происходит стычка с Тёмным, охраняющим оперативный штаб Дневного Дозора. Уже внутри Антон понимает, что облава проводится несерьёзно, а основная цель — спровоцировать Светлану и уничтожить её. Размышляя о неслучайности событий, Антон приходит к выводу, что Егор станет последней жертвой «дикаря», и направляется в сторону «дома на ножках». Максим, светлый «дикарь», узнаёт о новой жертве — Егоре. Он сталкивается с ним у подъезда и собирается убить мальчика. Однако Городецкий успевает помешать ему. Появившийся Гесер сообщает, что Максим станет Инквизитором, а все предшествующие события были операцией Ночного Дозора по повышению уровня силы Светланы.

### История третья. Исключительно для своих
Из Ташкента прибывает девона, которого встречает и убивает ведьма Алиса Донникова. Все сотрудники Ночного Дозора в это время отправлены в отпуск, якобы по причине летней жары. Большинство собирается на даче у Тигрёнка, боевого мага-перевёртыша. Антон узнаёт, что подготовка из Светланы Великой волшебницы интенсивно продолжается и вскоре что-то планируется. Он возвращается в Москву, где его навещает шеф Дневного Дозора, Завулон, который рассказывает, за что убили девону. Курьер должен был доставить мел, способный исправить Книгу Судьбы. Мел Гесеру доставил сын девоны, Алишер. После разговора с Гесером Антон уверен, что Светлану готовят внести изменения в Книгу Судьбы с целью улучшения общества. Среди прошлых подобных глобальных экспериментов было, например, построение коммунизма.
Городецкий ловит Алису на преступлении и получает право на светлое вмешательство до второй степени. Он понимает, что роль Егора ещё не закончилась, и Светлане предстоит переписать именно его Книгу Судьбы. По пути к «дому на ножках» Антон собирает всю доступную Светлую силу. На крыше дома он застаёт Гесера, Завулона, Светлану, Егора и инквизитора Максима. Всю свою силу Антон тратит на собственную реморализацию, и в результате оставляет право выбора действия Светлане. Волшебница стирает магические вмешательства из судьбы Егора. Завулон не понимает, к чему было столько подготовки при отсутствии результата, и уходит. Антон догадывается, что всё это снова было отвлекающим манёвром Гесера, а в это время Ольга другой половиной мела переписала Книгу Судьбы Светланы.

## Создание

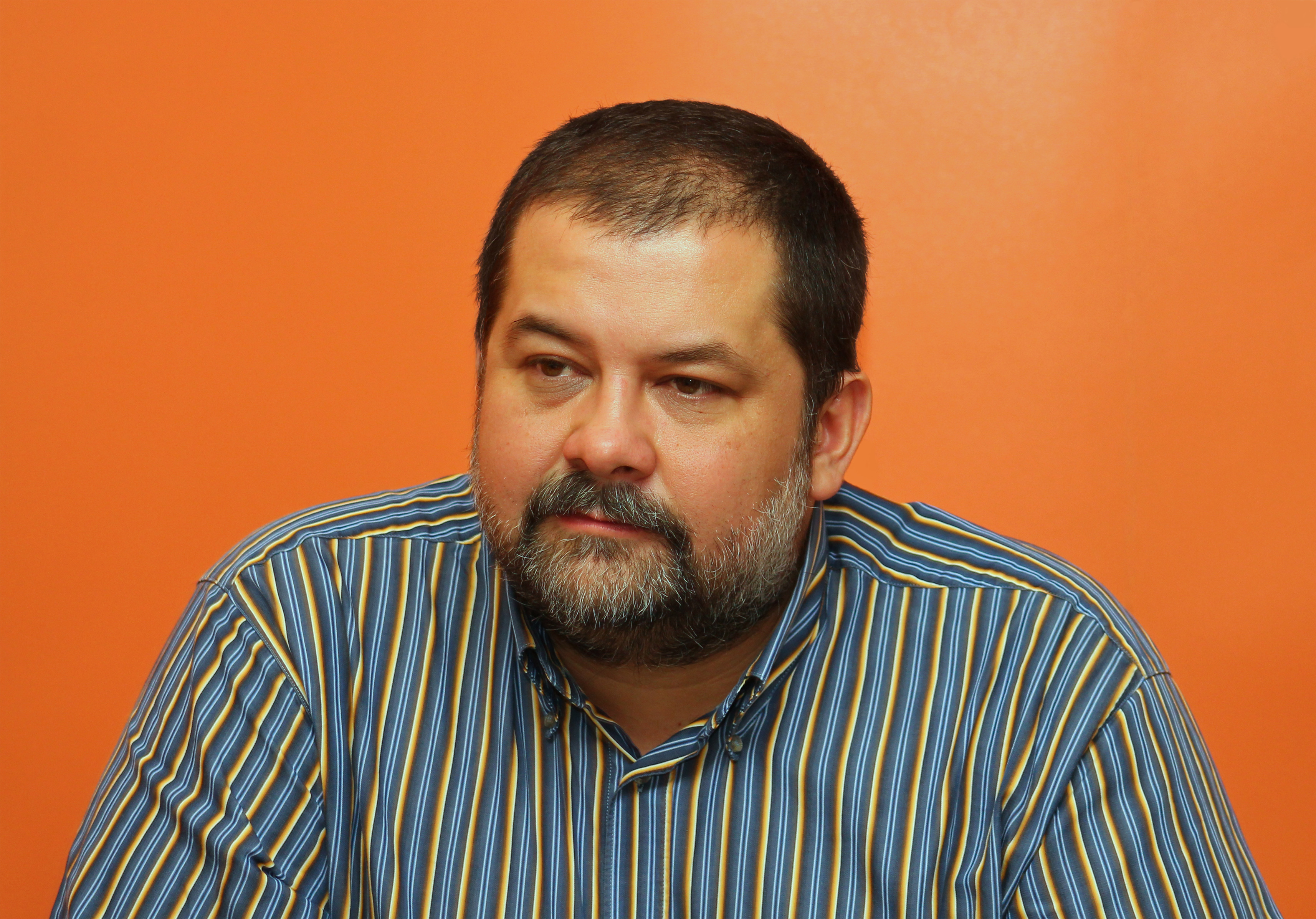
Сергей Лукьяненко

По словам писателя, идея романа родилась из желания написать сказочную фантастику, но без «гномов и эльфов». Это должно было быть «фэнтези про магов, вампиров, колдунов, оборотней», но без погружения в средневековье, которое «потребовало бы массу времени и усилий, чтобы узнать, как люди жили в то время, как общались между собой, обрасти чисто бытовыми мелкими подробностями». Отсюда и возникла идея, наоборот, поместить всех необходимых персонажей в настоящее время и «посмотреть, что из этого получится». А так как магии в привычном мире не видно, то был придуман Сумрак, как «площадки битв магов, которые живут среди нас, как обычные люди». После чего писателю понадобилась контролирующая организация, в роли которой оказался Ночной Дозор, который изначально должен был следить за деятельностью всех магов. Несколько позже был придуман Дневной Дозор, как антагонист Ночного.
По задумке, силы Света и Тьмы в романе — это не то же самое, что силы Добра и Зла. Лукьяненко хотел изобразить «противостояние двух спецслужб», где даже отстаивающие правое дело не могут всегда делать это «абсолютно чистыми руками». Тем не менее Светлые в романе, по мнению автора, должны были выглядеть более правыми. Писатель отмечает «немножко восточный подход» в этом вопросе: во тьме всегда можно найти свет, как в свете можно найти тьму. При таком подходе поступки Светлого могут не всегда оказаться светлыми, а поступки Тёмного — тёмными. Также Лукьяненко обратил внимание на тот факт, что подобный взгляд на мир не противоречит и христианству, в котором предполагается, что любой человек может измениться и стать добрее. Между светом и тьмой «стенки обычно нет, есть зона сумрака».
К началу работы над «Ночным Дозором» у автора был заключен контракт с издательством на написание нескольких романов, и издатель всячески отговаривал Лукьяненко писать фэнтези, так как по его мнению, космическая фантастика получилась бы лучше. Но уставший от работы над космическими операми писатель решил сменить жанр, и издателю пришлось согласиться. Изначально автор не планировал превращать роман в цикл, рассчитывая ограничиться только «Ночным дозором».
Имя «Завулон» взято Лукьяненко из Ветхого Завета, где тот был одним из двенадцати сыновей Иакова и последним из шести сыновей, рождённых Лией. В песне Деворы из Ветхого Завета говорится: «Завулон — народ, обрекший душу свою на смерть». Имя «Гесер» взято из монголо-тибетского фольклора, где тот был одним из первых борцов с силами хаоса, истребителем демонов. При этом мифологический персонаж не был идеальным и символом добра. По словам писателя, оба имени были выбраны «методом научного тыка». Лукьяненко взял «Мифологический словарь» и случайным образом выбрал два имени, описания к которым вписывалось в роль будущих персонажей.
Несмотря на то, что в романе про оборотней, магов, колдунов, вампиров мрачные и шокирующие сцены вполне естественны, Лукьяненко старался их избегать. По словам писателя, вся музыка, упоминаемая в «Ночном Дозоре» — это то, что он слушал, когда писал тот или иной.
В цикле Джорджа Мартина «Песнь Льда и Пламени» действует Ночной Дозор, который сражается с Иными. По словам Лукьяненко, он не читал Мартина, перевод которого вышел после его романа, а подобное совпадение объясняется либо знакомством с картиной Рембрандта «Ночной дозор», либо влиянием романа Лукьяненко на переводчика, который в итоге предпочел именно такой вариант перевода. Также при написании романа не ставилась цель создать современную версию «Понедельник начинается в субботу» братьев Стругацких, несмотря на то, что герои романа и являются современными магами, живущими в нашем мире. Тем не менее, при осознании подобной аллюзии во время написания писатель добавил «несколько мест, прямо перекликающихся» со Стругацкими.

## Издания
В 1998 году в сентябрьском номере журнала «Если» была напечатана вторая часть романа в виде отдельной повести «Инквизитор». В том же году в издательстве «АСТ» в серии «Звёздный лабиринт» впервые роман был издан отдельно. Первоначальный тираж издания составил 20 000 экземпляров. Впоследствии роман многократно переиздавался, как отдельно, так и вместе с другими произведениями цикла «Дозоры». Начиная с 2003 года роман был переведен на различные языки, в том числе английский, и издан по всему миру.
В 2003 году в издательстве «АСТ» на фоне успешных продаж романа была запущена специальная серия «Ночной дозор», по внешнему оформлению вошедшая в более раннюю «НФ-серию» «Звёздный лабиринт», в которой впервые был издан роман. «Формат» организованной серии оказался несколько шире «формата» романа Сергея Лукьяненко. Отбирались произведения о современных российских городах, в которых действуют «опасные для человека фантастические создания», которые противостоят друг другу или главным героям. К лету 2004 года в серии вышло более десятка романов.
В 2008 году Борис Невский отметил, что Сергей Лукьяненко является, фактически, единственным российским писателем-фантастом постсоветского периода, которого активно издают на Западе. После успеха экранизации романа зарубежные издатели заинтересовались его первоисточником. В июле 2006 года роман на английском языке «The Night Watch» вышел в британском издательстве «William Heinemann» и американском издательстве «Miramax». Роман довольно неожиданно оказался успешным среди англоговорящих. Так, в Великобритании из первоначального тиража в 22 000 экземпляров в первый же день было раскуплено более 19 000 книг. В июле 2007 года британское издательство «Arrow Books» переиздало роман.
Перевод романа на английский язык выполнил Эндрю Бромфилд — опытный переводчик, на счету которого как произведения русских классиков, таких как Лев Толстой и Михаил Булгаков, так и современных авторов, таких как братья Стругацкие, Борис Акунин и Виктор Пелевин. Сам переводчик отмечает, что при переводе с русского на английский «даже самые, казалось бы, простые фразы нельзя подчас передать буквально». Нужно воссоздать подлинные авторские интонации и отношение к персонажам, а не переписать произведение по-своему, чтобы перевод вызывал у читателя те же переживания, что оригинал. Кроме того, нужно учесть различные реалии и культурные.
| Год  | Издательство               | Место издания   | Серия                                       | Тираж         | Примечание                                                                                     | Источник |
| ---- | -------------------------- | --------------- | ------------------------------------------- | ------------- | ---------------------------------------------------------------------------------------------- | -------- |
| 1998 | АСТ, Люкс                  | Москва          | Звездный лабиринт                           | 20000 + 5000  | Первый роман цикла «Дозоры». Иллюстрация на обложке Андрей Иванченко.                          | [ 11 ]   |
| 2001 | АСТ                        | Москва          | Звездный лабиринт                           | 10000 + 55000 | Первый роман цикла «Дозоры». Иллюстрация на обложке Андрей Иванченко.                          | [ 18 ]   |
| 2004 | АСТ, АСТ Москва            | Москва          | под Дозоры                                  | 14000 + 20000 | Первые три романа из цикла о Дозорах. Иллюстрация на обложке Д. ДеВито.                        | [ 19 ]   |
| 2004 | АСТ                        | Москва          | Чёрная серия (танковая щель)                | 30000 + 24000 | В издании есть вклейка с кадрами из кинофильма. Кинообложка — кадр из фильма «Ночной Дозор».   | [ 20 ]   |
| 2004 | АСТ, АСТ Москва // Харвест | Москва // Минск | Библиотека фантастики                       | 6000 + 5000   | Первые три романа из цикла «Дозоры». Иллюстрация на обложке - Андрей Иванченко, А. Манохин.    | [ 21 ]   |
| 2004 | АСТ                        | Москва          | Библиотека мировой фантастики               | 6000 + 4000   | Первые три романа из цикла «Дозоры».                                                           | [ 22 ]   |
| 2005 | АСТ                        | Москва          |                                             | 15000         | Повесть «Своя судьба».                                                                         | [ 23 ]   |
| 2005 | АСТ                        | Москва          | Звёздный лабиринт (мини)                    | 15000         | Повесть «Своя судьба».                                                                         | [ 24 ]   |
| 2005 | АСТ                        | Москва          |                                             | 20000         | Повесть «Свой среди своих».                                                                    | [ 25 ]   |
| 2005 | АСТ                        | Москва          | Звёздный лабиринт (мини)                    | 15000         | Повесть «Свой среди своих».                                                                    | [ 26 ]   |
| 2005 | АСТ                        | Москва          | 15000                                       |               | Повесть «Исключительно для своих».                                                             | [ 27 ]   |
| 2006 | АСТ, АСТ Москва, Хранитель | Москва          |                                             | 7000 + 5100   | Первые четыре романа цикла о «Дозорах».                                                        | [ 28 ]   |
| 2006 | АСТ                        | Москва          |                                             | 20000         | Компьютерный дизайн А. Кудрявцев, А. Сергеев.                                                  | [ 29 ]   |
| 2006 | АСТ                        | Москва          | Звездный лабиринт: коллекция                | 10000 + 10000 | Первый и второй романы цикла о Дозорах. Иллюстрация на обложке - Андрей Иванченко, А. Манохин. | [ 30 ]   |
| 2007 | АСТ, Хранитель             | Москва          | The International Bestseller                | 7000          | Первый роман цикла «Дозоры». Иллюстрация на обложке Д. ДеВито.                                 | [ 31 ]   |
| 2007 | АСТ                        | Москва          | Звёздный лабиринт (мини), Звездный лабиринт | 20000         | Повесть «Исключительно для своих».                                                             | [ 32 ]   |
| 2008 | АСТ, Астрель               | Москва          | Коллекция "Аргументы и факты"               | 41000         | Первый роман цикла «Дозоры».                                                                   | [ 33 ]   |
| 2012 | Астрель                    | Москва          | Весь (гигант)                               | 3000          | Первые пять романов цикла «Дозоры» в одном томе.                                               | [ 34 ]   |
| 2014 | АСТ                        | Москва          | Дозоры                                      | 4000          | Первый роман основного цикла о «Дозорах». Иллюстрация на обложке А. Фереза.                    | [ 35 ]   |
| 2015 | АСТ                        | Москва          | Весь (гигант)                               | 3000          | Шесть романов цикла «Дозоры» в одном томе.                                                     | [ 36 ]   |

| Год  | Название                                | Издательство                   | Место издания | Язык        | Переводчик         | Источник |
| ---- | --------------------------------------- | ------------------------------ | ------------- | ----------- | ------------------ | -------- |
| 2003 | Nocny Patrol                            | Książka i Wiedza               | Варшава       | Польский    | Zbigniew Landowski | [ 37 ]   |
| 2004 | Nakties sargyba                         | Eridanas                       | Каунас        | Литовский   | N. Jakubauskaitė   | [ 38 ]   |
| 2005 | Wächter der Nacht                       | Heyne                          | Мюнхен        | Немецкий    | C. Pöhlmann        | [ 39 ]   |
| 2005 | Noční hlídka                            | Triton, Argo                   | Прага         | Чешский     | Л. Дворжак         | [ 40 ]   |
| 2005 | ナイト・ウォッチ                        | Basilico                       | Токио         | Японский    | Хоки Аяко          | [ 41 ]   |
| 2006 | Nachtwacht                              | AW Bruna                       | Амстердам     | Голландский |                    | [ 42 ]   |
| 2006 | Night Watch. Les Sentinelles de la Nuit | Albin Michel                   | Париж         | Французский |                    | [ 43 ]   |
| 2006 | The Night Watch                         | Heinemann                      | Лондон        | Английский  | Э. Бромфилд        | [ 44 ]   |
| 2006 | Nocny Patrol                            | Książka i Wiedza               | Варшава       | Польский    | Zbigniew Landowski | [ 45 ]   |
| 2006 | The Night Watch                         | Miramax                        | Нью-Йорк      | Английский  | Э. Бромфилд        | [ 46 ]   |
| 2007 | Night Watch. Les Sentinelles de la Nuit | Albin Michel                   | Париж         | Французский |                    | [ 47 ]   |
| 2007 | The Night Watch                         | Arrow Books                    | Лондон        | Английский  | Э. Бромфилд        | [ 48 ]   |
| 2007 | Éjszakai őrség                          | Galaktika Fantasztikus Könyvek |               | Венгерский  | W. Györgyi         | [ 49 ]   |
| 2007 | Nocny Patrol                            | Wydawnictwo Mag                | Варшава       | Польский    | Э. Скурская        | [ 50 ]   |
| 2007 | 守夜人                                  | 人民文学                       |               | Китайский   | Ю Гуо Пан, Цинь И  | [ 51 ]   |
| 2008 | Die Wächter-Trilogie                    | Heyne                          | Мюнхен        | Немецкий    | C. Pöhlmann        | [ 52 ]   |
| 2008 | Öine vahtkond                           | Varrak                         | Таллин        | Эстонский   | T. Rõigas          | [ 53 ]   |
| 2008 | Нощен патрул                            | ИнфоДар                        | София         | Болгарский  | В. Велчев          | [ 54 ]   |
| 2009 | ผู้พิทักษ์แห่งรัตติกาล                          | หมวดหนังสือ                      |               | Тайский     | สุวิทย์ ขาวปลอด       | [ 55 ]   |
| 2012 | Yöpartio                                | Into                           |               | Финский     | Arto Konttinen     | [ 56 ]   |
| 2014 | Nocny Patrol                            | Wydawnictwo Mag                | Варшава       | Польский    | Э. Скурская        | [ 57 ]   |
| 2014 | 守夜人                                  | 人民文学                       |               | Китайский   | Ю Гуо Пан, Цинь И  | [ 58 ]   |

## Критика и оценки
Лаборатория Фантастики

 Goodreads

 LibraryThing
Мир «Дозоров», по мнению Петра Тюленева, напоминает мистический детектив на фоне бесконечного противостояния в сопровождении запутанных многоходовых интриг, стремящихся направить человечество в нужную сторону. Тюленев отметил, что «„Дозоры“ — это сложная и бесконечная партия в шахматы, где игроки жертвуют пешками ради фигур, фигурами — ради стратегического преимущества, и вместе с тем каждый из них понимает, что ни одна сторона не возьмет верха в этой жестокой игре». А причина, по мнению критика, кроется в том, что Светлые и Тёмные имеют между собой больше общего, чем с людьми. «Счастья для всех» не бывает — мораль произведения.

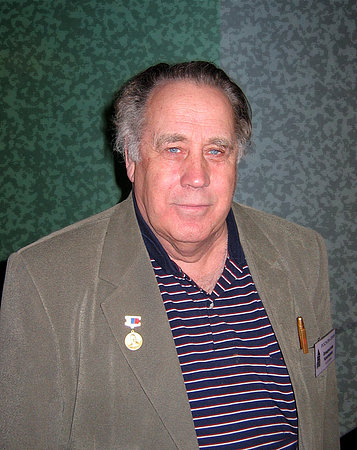
Владислав Крапивин

Владислав Крапивин отметил, что не считает «Ночной дозор» «большим достижением» Сергея Лукьяненко. По его словам, роман не доставил ему удовольствия. Писатель замечал отсылки к своему творчеству и некоторые заимствования в прошлых книгах Лукьяненко, но относился к этому снисходительно. Заимствование же истории про деревянный кинжал из второй части романа, которая значительно пересекается с его книгой «Дети синего фламинго», Крапивин уже назвал досадным и непозволительным.
Позволяя конструировать яркие и разнообразные миры из некоторых стандартных элементов и стремясь к обобщениям, фэнтези может приводить к «делению мира на „чёрную“ и „белую“ стороны». По мнению Владислава Гончарова и Натальи Мазовой, в «Ночном Дозоре» Лукьяненко сознательно не поднимает эти стороны до философских понятий, оставляя их на уровне простых этикеток, наклеенных на противостоящие силы. Кроме того, сама магия, являющаяся «неотъемлемым элементом структуры мира», уже не отождествляется с обязательным злом.
По мнению Александра Шалганова, в романе выделяется вторая часть — «Свой среди своих». Писатель отходит от канонов фэнтези с «чёрно-белым миром», отдавая предпочтение традициям русской прозы с характерным для неё «плохим хорошим человеком». Для него не существует преград, есть лишь их внутреннее ощущение границ, за которыми «личность превращается в свою противоположность».
Игорь Легков отметил крепкий и динамичный сюжет романа, хороший язык и лёгкий юмор. В то же время, темп повествования несколько завышен, особенно в кульминационных местах, иногда мысли персонажей было бы лучше отображать через их поступки. Легков также отмечает идею невозможности счастливого исхода событий и нравственного удовлетворения героя от своих действий, так как любое доброе дело в мире романа обязательно компенсируется злым. Невозможно притерпеться к необходимости постоянно жертвовать не только собой, но окружающими тебя близкими.
Оценивая роман, писатель и литературный критик Самуил Лурье отметил, что «Лукьяненко пишет грамотно и легко и владеет секретом, который стоит таланта: умеет заставить читать себя». Эпизоды в романе располагаются друг за другом таким образом, чтобы читатель всё ускоряясь продвигался вперед, рассчитывая на то, что каждый эпизод обязательно будет иметь какое-то значение в будущем, а финал обязательно окупит затраченное время. По мнению Лурье, так «намагнитить финал получается далеко не у всех», тем не менее сам финал получился скучным, что характерно для политического детектива, на который и похож «Ночной Дозор». В целом, критик отметил, что несмотря на достаточно шаблонные ситуации и «тривиально рассказанные схватки», у Лукьяненко получились «нормальные герои щита и меча», а книга очень своевременная.
По мнению журналиста и кинокритика Дмитрия Комма, в романе Лукьяненко «воспроизвел в фэнтезийном антураже шизофреническое мироощущение постсоветского обывателя». Проводя параллель между Тёмными и бизнесменами конца 90-х годов, Комм отмечает, что именно подобное соответствие мира «Дозоров» с восприятием действительности потенциальными читателями стало причиной успеха романа. По мнению критика, отсутствие в мире «Дозоров» бога, правление «примитивной» магии, интриги, деление людей на избранных и всех остальных, а также идея о тайном сговоре сил Добра и Зла делают этот мир языческим, и даже антихристианским.
Писатель и публицист Борис Гройс, по мнению литературного критика Аллы Латыниной, рассматривал роман «Ночной Дозор» как «достойный анализа текст, построенный по общеизвестной диалектической модели и вдохновленный утопией дуализма». Подобный дуализм, по мнению Гройса, характерен для восточного мышления, в отличие от характерной для Запада монистической модели.

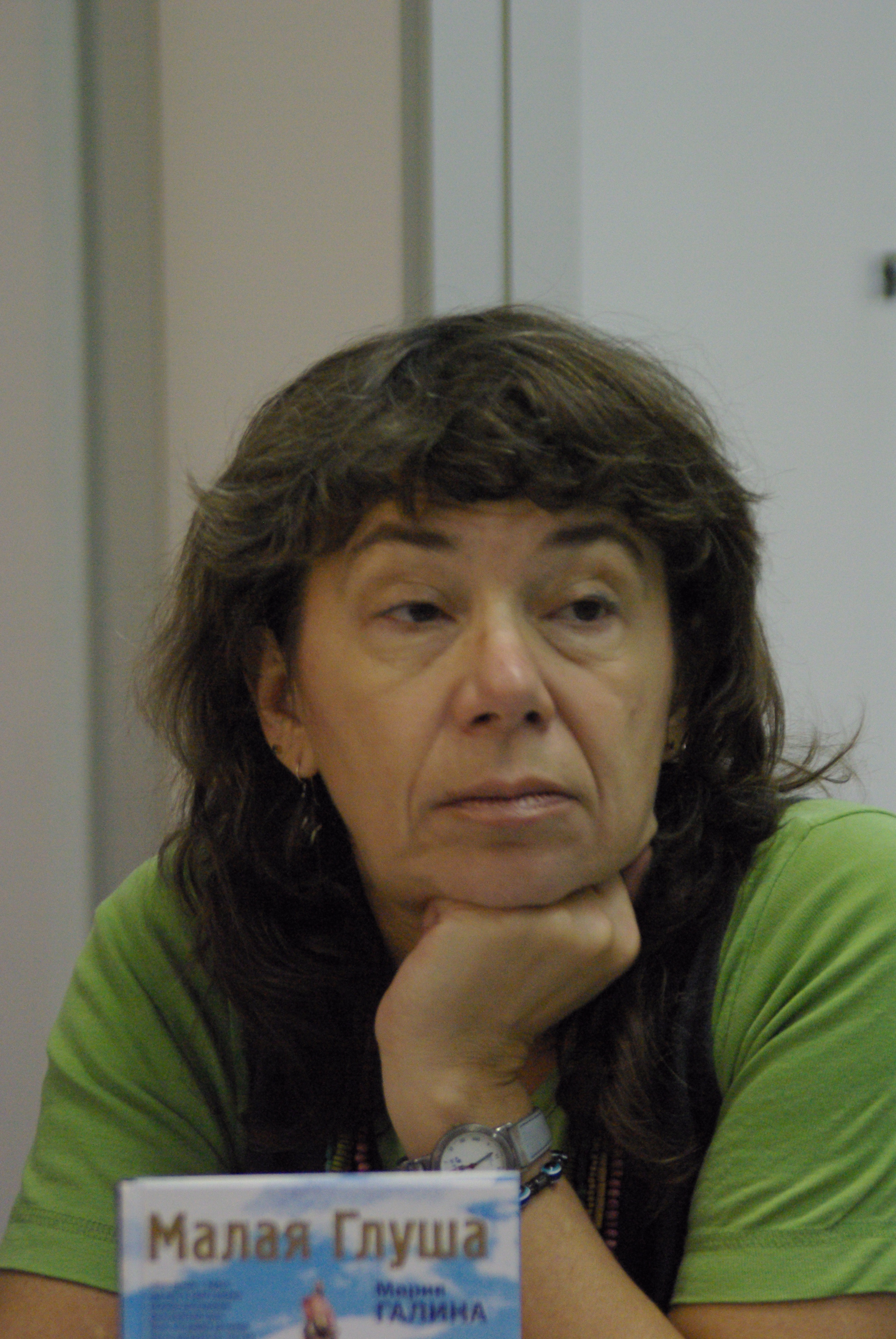
Мария Галина

По мнению писательницы и литературного критика Марии Галиной «бурный всплеск интереса» к роману возник после успешной экранизации, превратившей Сергея Лукьяненко из известного писателя в «знакового». Критик, проводя параллели между «Ночным Дозором» и «Гарри Поттером» Джоан Роулинг, отмечает сходство идеи попадания «скромного некто из ординарной городской среды» в магический мир, где он узнаёт о своих магических способностях и вступает в недоступные простым людям противостояния с другими магами, «отражающиеся на судьбах остального мира». Оба автора использовали одинаковое, далеко не новое в фантастической литературе, допущение, что магия не просто где-то рядом, но и активно влияет на наш мир. А оказаться магом может любой человек, обладающий врожденными способностями, наличие которых не зависит от человека. Таким образом, Галина подчеркивает идею инфантильного мышления, мечты о том, чтобы «пришёл кто-то большой и сильный», «выучил» и «дал денег», благодаря которому подобные романы популярны у читателей.
Писатель-фантаст и литературный критик Виталий Каплан отметил проблему неустойчивости концепции Иных, которая формировалась по мере написания и содержит ряд глубоких противоречий. По мнению критика, изначально Иные должны были представлять собой «нечеловеческие существа», так как способность жить сотни и тысячи лет должна была повлиять на психологию, в частности, на отношение к жизни. Кроме того, они служат уравновешивающим друг друга Свету и Тьме — «изначальным силам, составляющим саму основу мироздания» и ассоциирующимся с Добром и Злом. При этом Светлые стремятся улучшить жизнь простых людей, устроив «рай земной и век золотой», а Тёмные сохранить текущее положение вещей. Однако, по мере развития сюжета, критик отмечает всё большее отступление от нечеловеческих мотивов. Метафизика уступает первенство психологическому реализму, Иные предстают перед читателем людьми с привычной для человека психологией, пусть они и живут намного дольше. «Все их мысли, переживания, мотивы поведения — вполне понятны, естественны, и всему этому есть множество аналогов в реальной, нефантастической жизни». В этом, по мнению Каплана, и состоит трагедия Иных, которые вынуждены играть «роли ангелов и бесов», на самом деле являясь людьми. Особенно характерно это именно для Дозорных, которые не могут вести обычную жизнь, вынужденные следить за соблюдением Договора. Согласно этому Договору в мире должен соблюдаться баланс добра и зла, поэтому каждое доброе магическое воздействие влечет за собой аналогичное по силе злое. Каплан отметил, что «здесь онтологически уравниваются явное, несомненное добро — и недопущение гипотетического зла», что поднимает вопрос «об оправдании бытия». Светлые предпочитают не совершать добрых дел, чтобы не давать Тёмным повода для злых, что по мнению Каплана, характерно для безрелигиозного гуманизма, где нет потусторонних ценностей, а «торг с Тьмой возможен и уместен». При этом Светлые стараются не допускать страдания простых людей, в то время как Тёмным радость людей нисколько не мешает, что делает их эгоистичный подход, в некотором смысле, более свободным.
Другое противоречие, по мнению Виталия Каплана, состоит в том, что за долгие годы противостояния Светлые не придумали «некую детально разработанную доктрину, некую идеологию», которой бы все они придерживались. Нет такой доктрины и у Тёмных. Светлые оперируют «расплывчатыми идеалами гуманизма», характерными для европейской демократии. В романе не показана «продуманная иерархия ценностей, система взглядов, осмысление тысячелетнего опыта» Иных. Каплан отмечает недостоверность идейной пустоты Светлых, у которых не наблюдается ни проработанной идеологии, ни несогласных с ней. Для Тёмных же характерны рефлексия, рассуждения «о свободе, о естественных законах жизни, о своих правах», что как раз характеризует их, как обычных людей, пытающихся оправдать свои поступки. По мнению Каплана, в Тёмных много «от нигилизма позднесоветской интеллигенции, который плавно перетёк в идеологию общества потребления». У них нет продуманных планов по насаждению Тьмы обычным людям, они просто эгоистично живут в своё удовольствие. В итоге, Каплан приходит к мнению, что в романе изображена не схватка Добра и Зла, а конфликт альтруизма и эгоизма.

Борис Майер

По мнению Бориса Майера, произведения талантливого писателя, такого как Сергей Лукьяненко «не просто „владеют думами“ широких слоев населения, но и внедряют императивы поведения». Такой писатель в своём творчестве может предугадать будущие изменения общественного сознания. Особое внимание Майер уделяет «вкраплениям» в романе об устройстве общества и власти, которые в совокупности отражают «складывающийся тип социальных отношений и фактически программирует общественное сознание на упрочение данного типа отношений». В романе отражается идея, что для хорошей жизни нужно не относиться к «обычным» людям, а использовать их, быть одним из Иных, к которым не применимы обычные измерения Добра и Зла, а также человеческие законы. Для таких людей характерно наличие «сверхспособностей», гарантирующих здоровье, ресурсы, игнорирование законов и государства. Важно соблюдать интересы этой замкнутой группы и сохранять её существование в тайне. Таким образом, по мнению Майера, внедряется «онтологический императив метафизической разорванности мира».
В 1999 году роман был отмечен премиями «Странник» в номинации «Крупная форма» и «Звёздный мост» в номинации «Лучший роман». В том же году роман номинировался на премию «Меч Руматы», жанровую премию «Странника» за героико-романтическую и приключенческую фантастику. В 2004 году сценарий к экранизации романа, написанный Сергеем Лукьяненко, был отмечен премией Европейского общества научной фантастики. В 2006 году роман был номинирован на немецкую фантастическую премию (нем. Deutscher Phantastik Preis), одну из крупнейших наград Германии в области фантастики, в номинации «Переводной роман».

## Адаптации

### Аудиокниги
| Год  | Издательство             | Место издания | Серия           | Продолжительность | Примечание                                                | Источник |
| ---- | ------------------------ | ------------- | --------------- | ----------------- | --------------------------------------------------------- | -------- |
| 2004 | Элитайл, 1С-Паблишинг    | Москва        |                 | 15 ч. 17 мин.     | Монолог, звуковые эффекты. Текст читает Степан Старчиков. | [ 72 ]   |
| 2006 | СиДиКом                  | Москва        | Солнечный ветер | 15 ч. 17 мин.     | Монолог, звуковые эффекты. Текст читает Степан Старчиков. | [ 73 ]   |
| 2011 | АСТ, Астрель, Аудиокнига | Москва        | Наша фантастика | 17 ч. 16 мин.     | Монолог. Текст читает Александр Кокшаров.                 | [ 74 ]   |

### Экранизации

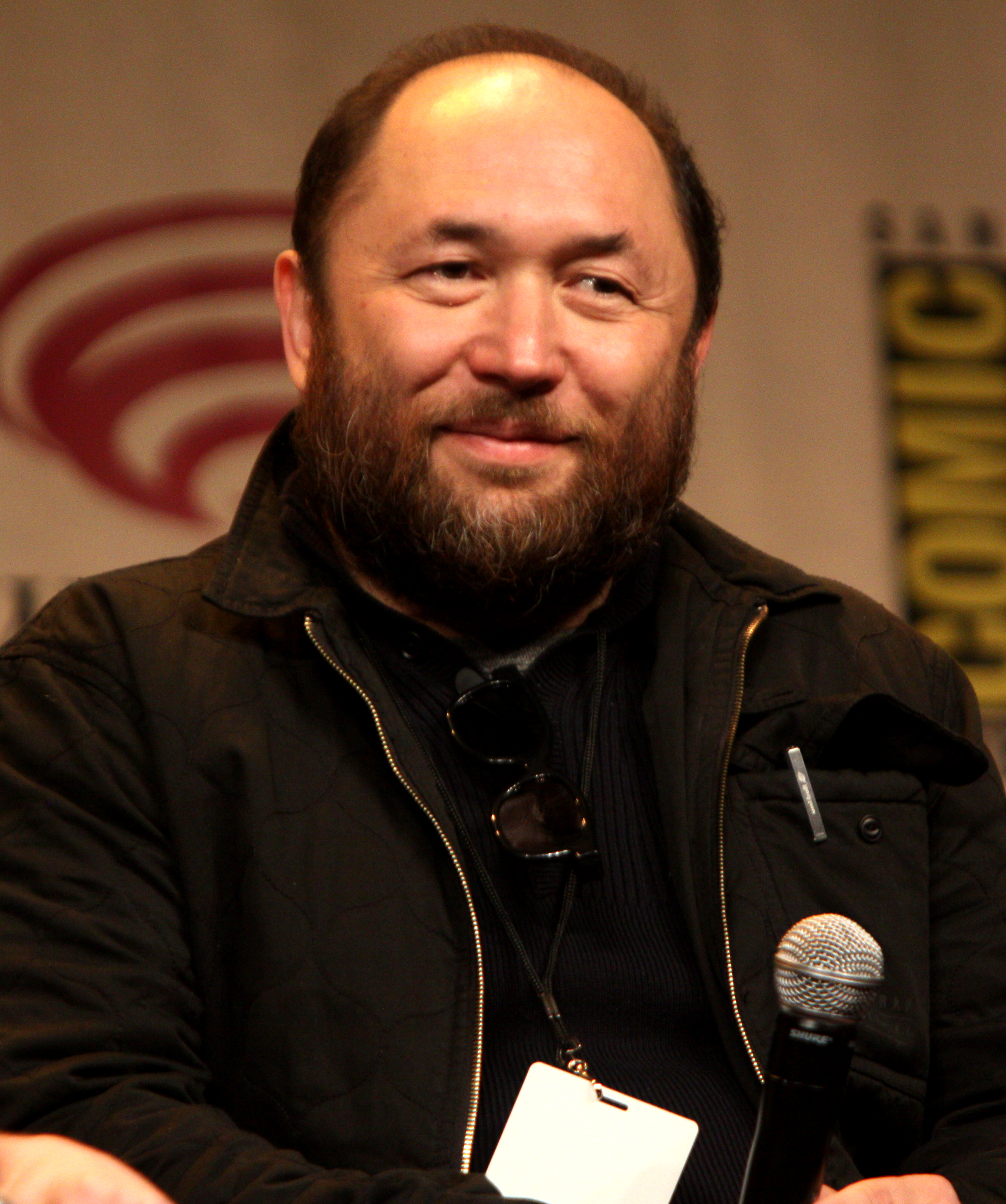
Тимур Бекмамбетов

8 июля 2004 года состоялась премьера фильма Тимура Бекмамбетова «Ночной Дозор», экранизация первой части одноимённого романа, сценарий для которой также написал Сергей Лукьяненко. Производством фильма занимались киностудия «Таббак», кинокомпания «Базелевс» и «Первый канал». В фильме приняли участие Константин Хабенский, Владимир Меньшов, Мария Порошина, Галина Тюнина, Виктор Вержбицкий, Жанна Фриске, Илья Лагутенко.
Ключевые моменты в сюжетах фильма и первой части книги, такие как охота за вампиром, освобождение Ольги и воронка над Светланой, совпадают. Однако, претерпели изменение промежуточные события, причины и следствия, поступки и мотивации персонажей. В начале работы над сценарием Лукьяненко планировал выбрать из романа все диалоги и сделать подобно пьесам, описав соответствующую обстановку для каждого случая. Но в ходе работы писатель отметил, что диалоги «на экране становятся чудовищными», что в итоге привело к значительной переработке и расхождениям с книгой. Съёмки без сокращения сценария привели к шестичасовому фильму, который пришлось урезать до приемлемого размера, выбрасывая некоторые сюжетные линии и «спрямляя» оставшиеся. По словам писателя, в результате получился «странный гибрид авторского кино и массового блокбастера», тем не менее, даже такой фильм не навредил книге, став для неё хорошей рекламой. Лукьяненко отметил, что «фильм добавил что-то новое, но ничего не убавил от книги».
1 января 2006 года состоялась премьера второго фильма Тимура Бекмамбетова по мотивам романа — «Дневной Дозор». Сюжет фильма сильно изменён по сравнению с сюжетом книги. Несмотря на то, что название соответствует второму роману цикла, фильм рассказывает о событиях второй и третьей части первой книги. Изначально по каждой части «Ночного Дозора» планировалось снять отдельный фильм, но из-за внимания компании «20th Century Fox» к первому фильму и возможному продолжению съёмок за рубежом было решено соединить вторую и третью часть первой книги и выпустить под названием «Дневной Дозор». Количество явной рекламы во втором фильме уменьшилось по сравнению с первым. Была отмечена клиповая стилистика, из-за которой возникает композиционная неровность фильма, множество быстрых и затянутых сцен, чрезмерная замедленная съемка и спецэффекты. Помимо этого в фильме слишком ярко проявляется социальная сатира, в отличие от первого фильма, ставшая идейным лейтмотивом. Мнения зрителей о фильме разделились строго полярно: он либо нравится, либо нет.
На 26 сентября 2004 года «Ночной дозор» собрал в прокате более 16 миллионов долларов, обогнав «Властелина колец» и «Трою». Комитетом Национальной Академии киноискусств России фильм Тимура Бекмамбетова был выдвинут на «Оскар». 17 февраля 2006 года начался американский кинопрокат «Ночного Дозора», стартовавший изначально всего в трёх кинотеатрах, но с хорошим результатом и положительной оценкой критиков. По мнению издания «Variety», «фильм демонстрирует профессионализм и изобретательность не хуже, чем у признанных голливудских мастеров хоррора. При этом с самобытным славянским акцентом». В первый день проката «Дневной дозор» собрал 2,4 миллиона долларов при заявленном бюджете фильма — 4,2 миллиона долларов, поставив тем самым абсолютный рекорд кассовых сборов в странах СНГ. Весной того же года фильм вышел на DVD. Кроме собственно фильма на диске оказались музыкальные клипы к фильму, рекламный ролик, фильмографии актёров, а также документальное кино о работе над обоими «Дозорами».

### Комикс

Сцена спасения Егора из комикса «Ночной дозор»

В 2009 году по мотивам романа издательством «АСТ» был выпущен комикс «Ночной дозор». Первые упоминания о комиксе появились ещё в 2005 году. Работу по его созданию возглавила художник-иллюстратор Яна Ашмарина. Над сценарием работали Дмитрий Байкалов, Андрей Синицин и Александра Ютанова, художником стал Евгений Гусев.

### Игры

#### Компьютерные игры
Тактическая ролевая игра «Ночной Дозор»
По мотивам романа в 2005 году российская компания «Nival Interactive» выпустила одноимённую компьютерную игру в жанре тактическая стратегия/RPG. В начале игры предлагается выбрать персонажа из перевёртыша, мага и чародея. Три классические характеристики персонажа — сила, ловкость и интеллект — жёстко задаются и по ходу игры не меняются. Постепенно растут вторичные характеристики — количество маны и очков действия. Система развития — уровневая, по уменьшению, как и в книге персонаж шестого уровня сильнее седьмого. Система боя — пошаговая, на основе очков действия. По мнению Антона Грачевникова и Максима Шорикова, распределение очков характеристик не идеально.
Основа игры — сражения с Тёмными, включающие по 2-5 персонажей с каждой стороны. Бои, в основном, проходят в Сумраке, магическом параллельном пространстве, с каждым ходом отнимающем магические силы или единицы здоровья. Антон Грачевников и Максим Шориков полагают, что интерфейс игры предельно удобен. Антон Грачевников отмечает плохой баланс классов персонажей, в результате чего маг обладает заметным преимуществом, а лучшей комбинацией для боя является «чародей плюс два мага». Сюжет строится вокруг молодого Иного — Стаса, против которого действует Завулон. Для того, чтобы заработать денег на операцию матери, Стас соглашается стать наёмным убийцей, но совесть останавливает его. Сюжет развивается в зависимости от того, насколько успешно игроку удается сохранять баланс между Светом и Тьмой.
Некоторые персонажи были озвучены актёрами одноимённого фильма, в частности, присутствуют голоса Владимира Меньшова (Гесер), Виктора Вержбицкого (Завулон) и Галины Тюниной (Ольга). Сергей Лукьяненко рассказал, что выбор жанра и значительная проработка карт были сделаны в том числе по его просьбе.
Ночной Дозор Racing
В январе 2006 года по мотивам романа вышла гоночная компьютерная игра «Ночной Дозор Racing». По легенде игры, Светлые и Тёмные вместо стычек друг с другом устраивают гонки на дорогах Москвы. Светлые используют автомобили отечественного производителя, Тёмные — иномарки. Кроме умения водить, от игрока потребуется умение применять магию и уходить в Сумрак, в котором нет уличного движения. Во время заездов на стороне Светлых играет русский рок — «Пилот», «Кукрыниксы» и другие. В противоположной версии — игре «Дневной Дозор Racing» — при заездах на стороне Темных играет гангстерский рэп.

#### Настольная игра
По мотивам книги и фильма была выпущена настольная игра «Ночной дозор. Своя судьба». Игра рассчитана на двоих игроков: один за Ночной Дозор, другой за Дневной. Основная цель игры — снять или максимально увеличить воронку проклятия над Светланой. В игре восемь карт локаций. По ним перемещаются карты дозорных, атакующих и исцеляющих друг друга, а также входящих в Сумрак. В игру вошло 100 карточек заклинаний, 20 фишек для обозначения ран и уровня Сумрака. Трек воронки каждый ход поднимает напряжённость игры. Трек Договора показывает баланс между сторонами на уровне введённых в игру персонажей. По мнению Романа Терехова и Петра Тюленева, некоторые карты получились тусклыми и невыразительными, с излишним присутствием крови. Правила игры также не были достаточно хорошо проработаны, поэтому был создан список часто задаваемых вопросов и ответов на них. Была отмечена некоторая поспешность при разработке игры.